# Slavar för Särkland
Slavar för Särkland är en historisk roman av Artur Lundkvist utgiven 1978. Det är en berättelse om östvikingar som reste sjövägen österut som handelsmän till vad de kallade för Särkland i mellanöstern. 
Om boken skrev Paul Lindblom: "Lundkvist är mera intresserad av vikingarna som samhällsbyggare och handelsmän än som pirater och erövrare. Samtidigt är han medveten om att de båda rollerna inte helt kan skiljas åt. (...) Vi kan läsa den här boken som en berättelse präglad av ett ovanligt material och en originell historisk fantasi. Det är också naturligt att stanna vid övertonerna, parallellerna med vår egen tid och syn på människan, som kan tillämpas på många samhällen och historiska händelser. Och det är tydligt att författaren har strävat efter att boken ska läsas så."

## Källa
Lindblom, Paul (1991). Samtiden i ögat. En bok om Artur Lundkvist. Bonniers. sid. 274-277. ISBN 91-550-3535-3